# Việt Nam tại Đại hội Thể thao Thế giới 2022
Việt Nam đã tham dự Đại hội Thể thao Thế giới 2022 tại Birmingham, Hoa Kỳ, từ ngày 7 đến ngày 17 tháng 7 năm 2022.

## Vận động viên đoạt huy chương
| Huy chương | Tên                  | Môn       | Nội dung  | Ngày       |
| ---------- | -------------------- | --------- | --------- | ---------- |
| Vàng       | Nguyễn Trần Duy Nhất | Muay Thái | 57 kg Nam | 17 tháng 7 |

| Huy chương | Tên           | Môn   | Nội dung                     | Ngày       |
| ---------- | ------------- | ----- | ---------------------------- | ---------- |
| Vàng       | Dương Thúy Vi | Wushu | Đao thuật và Trương thuật Nữ | 12 tháng 7 |